# Ravājīr
Ravājīr är en ort i Iran.   Den ligger i provinsen Gilan, i den nordvästra delen av landet, 230 km nordväst om huvudstaden Teheran. Ravājīr ligger 38 meter över havet och antalet invånare är 110.
Terrängen runt Ravājīr är platt åt nordost, men åt sydväst är den kuperad. Terrängen runt Ravājīr sluttar norrut.Runt Ravājīr är det tätbefolkat, med 659 invånare per kvadratkilometer. Närmaste större samhälle är Rasht, 10,8 km norr om Ravājīr. Trakten runt Ravājīr består till största delen av jordbruksmark.